# Mooroolbark SC
Mooroolbark SC är en fotbollsklubb från Melbourne i Australien. Klubben spelar numera i långt ner i lokala serier, men de har tidigare spelat i National Soccer League (NSL) som då var den högsta ligan i Australien.
De är mest kända för att de var den första klubben från delstaten Victoria som valde att gå med i NSL när ligan skulle startas upp. Detta trots att delstatens fotbollsförbund hade förbjudit klubbarna från Victoria att delta. Deras val att ändå delta följdes av fyra andra klubbar från Victoria och möjliggjorde starten av ligan.